# 1. Liga (Tschechoslowakei) 1983/84
Die Spielzeit 1983/84 der 1. Liga  war die 41. reguläre Austragung der höchsten Eishockeyspielklasse der Tschechoslowakei. Mit 65 Punkten setzte sich der Armeesportklub Dukla Jihlava durch. Für die Mannschaft war es ihr insgesamt zehnter tschechoslowakischer Meistertitel.

## Modus
Wie in der Vorsaison wurde die Liga mit zwölf Mannschaften ausgespielt. Da jede Mannschaft gegen jeden Gruppengegner je zwei Heim- und Auswärtsspiele austrug, betrug die Gesamtanzahl der Spiele pro Mannschaft 44 Spiele. Meister wurde der Gewinner der Hauptrunde. Der Tabellenletzte stieg im Gegensatz zum Vorjahr nicht direkt ab, sondern nahm zusammen mit den Staffelsiegern der 2. liga an der Qualifikation für die 1. liga teil.

## Tabelle
| Pl. | Team                    | Sp. | S  | U  | N  | Torv.   | Pkt. |
| --- | ----------------------- | --- | -- | -- | -- | ------- | ---- |
| 1.  | Dukla Jihlava           | 44  | 29 | 7  | 8  | 196:109 | 65   |
| 2.  | CHZ Litvínov            | 44  | 28 | 5  | 11 | 200:151 | 61   |
| 3.  | Tesla Pardubice         | 44  | 22 | 8  | 14 | 150:133 | 52   |
| 4.  | Sparta ČKD Prag         | 44  | 19 | 11 | 14 | 141:146 | 49   |
| 5.  | Motor České Budějovice  | 44  | 19 | 7  | 18 | 144:141 | 45   |
| 6.  | Dukla Trenčín           | 44  | 19 | 6  | 19 | 153:143 | 44   |
| 7.  | VSŽ Košice              | 44  | 19 | 4  | 21 | 176:174 | 42   |
| 8.  | Zetor Brno              | 44  | 15 | 8  | 21 | 129:144 | 38   |
| 9.  | Slovan CHZJD Bratislava | 44  | 14 | 7  | 23 | 147:176 | 35   |
| 10. | TJ Vítkovice            | 44  | 14 | 6  | 24 | 143:201 | 34   |
| 11. | TJ Gottwaldov           | 44  | 14 | 4  | 26 | 130:156 | 32   |
| 12. | TJ Škoda Plzeň          | 44  | 13 | 5  | 26 | 136:171 | 32   |

## Topscorer
Bester Torschütze der Liga wurde Vladimír Růžička von CHZ Litvínov, der in 44 Spielen insgesamt 31 Tore erzielte.
| Pl. | Name             | Team                    | Spiele | Tore | Assists | Punkte |
| --- | ---------------- | ----------------------- | ------ | ---- | ------- | ------ |
| 1   | Vladimír Růžička | CHZ Litvínov            | 44     | 31   | 23      | 54     |
| 2   | Vladimír Caldr   | Motor České Budějovice  | 38     | 26   | 25      | 51     |
| 3   | Vincent Lukáč    | VSŽ Košice              | 41     | 30   | 20      | 50     |
| 4   | Jiří Lála        | Motor České Budějovice  | 44     | 26   | 24      | 50     |
| 5   | Jiří Hrdina      | Sparta ČKD Prag         | 44     | 16   | 33      | 49     |
| 6   | František Černík | TJ Vítkovice            | 44     | 25   | 23      | 48     |
| 7   | Dušan Pašek      | Slovan CHZJD Bratislava | 40     | 28   | 19      | 47     |
| 8   | Petr Rosol       | Dukla Jihlava           | 44     | 26   | 19      | 45     |
| 9   | Dárius Rusnák    | Slovan CHZJD Bratislava | 40     | 23   | 22      | 45     |
| 10  | Vladimír Kýhos   | CHZ Litvínov            | 35     | 12   | 33      | 45     |

## Meistermannschaft von Dukla Jihlava
| Logo | Torhüter      | Jaromír Šindel, Steklík |
| Logo | Abwehrspieler | Milan Chalupa, Jaroslav Benák, Radoslav Svoboda, Miloslav Hořava, Adamík, Karel Horáček, Mečiar, Prachař, Souček, Bedřich Ščerban                                                                       |
| Logo | Stürmer       | Dudáček, Rostislav Vlach, Igor Liba, Petr Rosol, Vladimír Kameš, Petr Klíma, Kupec, Weissmann, František Výborný, Oldřich Válek, G. Žák, Antonín Micka, Libor Dolana, Hauer, Jindřich Micka, Jan Hrbatý |
| Logo | Trainer       | Stanislav Neveselý, Jaroslav Holík |

## Auszeichnungen
Quelle: hokej.snt.cz
- Zlatá hokejka: Igor Liba (Dukla Jihlava)
- Top TIPu:
  - Bester Torhüter: Jaromír Šindel (Dukla Jihlava)
  - Bester Verteidiger: Milan Chalupa (Dukla Jihlava)
  - Bester Stürmer:  Igor Liba (Dukla Jihlava)

## 1. Liga-Qualifikation
Neben dem TJ Škoda Plzeň nahmen an der Qualifikation zur nächsten Saison Poldi SONP Kladno und Plastika Nitra teil. Dabei setzte sich die Mannschaft aus Plzeň mit drei Siegen und einer Niederlage durch und verblieb damit in der höchsten Spielklasse.
| Pl. | Team              | Sp. | S | U | N | Torv. | Pkt. |
| --- | ----------------- | --- | - | - | - | ----- | ---- |
| 1.  | TJ Škoda Plzeň    | 4   | 3 | 0 | 1 | 14:14 | 6    |
| 2.  | Poldi SONP Kladno | 4   | 1 | 2 | 1 | 14:11 | 4    |
| 3.  | Plastika Nitra    | 4   | 0 | 2 | 2 | 8:11  | 2    |